# Toen
Toen är en sjö i Aneby kommun i Småland och ingår i Motala ströms huvudavrinningsområde. Sjön har en area på 0,0897 kvadratkilometer och ligger 230,4 meter över havet. Sjön avvattnas av vattendraget Röttleån.

## Delavrinningsområde
Toen ingår i det delavrinningsområde (642420-142870) som SMHI kallar för Inloppet i Ören. Medelhöjden är 266 meter över havet och ytan är 36,46 kvadratkilometer. Det finns inga delavrinningsområden uppströms utan avrinningsområdet är högsta punkten. Röttleån som avvattnar avrinningsområdet har biflödesordning 2, vilket innebär att vattnet flödar genom totalt 2 vattendrag innan det når havet efter 230 kilometer. Delavrinningsområdet består mestadels av skog (64 %) och jordbruk (19 %). Avrinningsområdet har 0,95 kvadratkilometer vattenytor vilket ger det en sjöprocent på 2,6 %.